# Kamenzer Forstfest

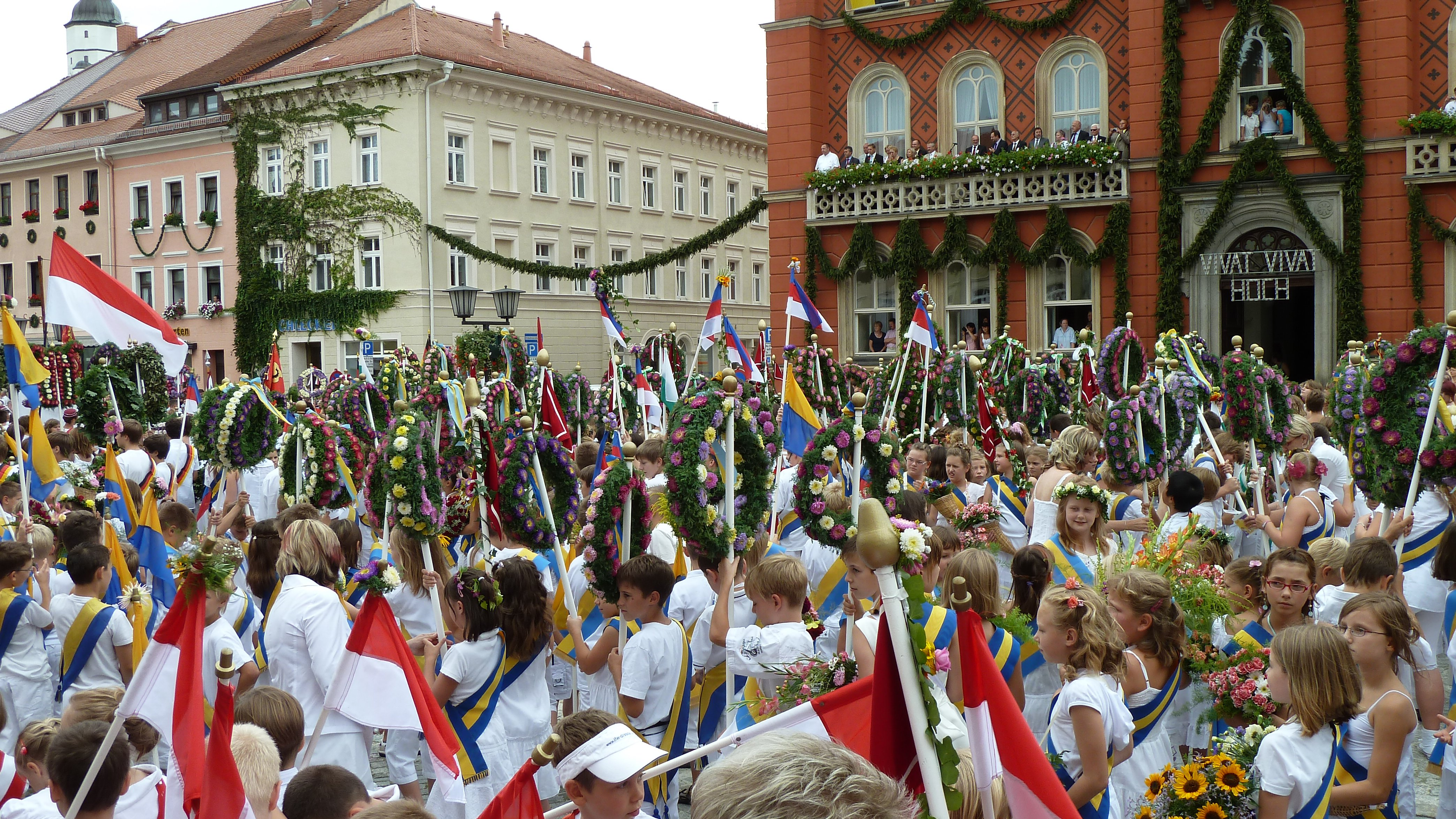
Schüler beim Festzug auf dem Markt

Das Kamenzer Forstfest ist ein traditionelles Schul- und Heimatfest in der sächsischen Kleinstadt Kamenz, das in der Woche um den 24. August (Bartholomäuswoche) gefeiert wird und in dessen Zentrum der Ein- und Auszug der Kamenzer Schüler steht. Über die gesamte Zeitspanne des Festes wird der Kamenzer Forst zu einem weithin beliebten Vergnügungspark mit Fahrgeschäften, Schießständen und gastronomischen Einrichtungen, ähnlich einer Kirmes anderer Orte. 
In Anlehnung an die unten geschilderte Sage ziehen die Kamenzer Schüler in weißer Kleidung und mit Schärpen, Blumenkränzen und Fahnen durch die mit Blumen geschmückte Kamenzer Innenstadt. Dieser Festzug (Auszug) findet immer zweimal, am Montag 13:00 Uhr und am Donnerstag 13:30 Uhr statt. 
Begleitet werden die Schüler von Fahnengruppen, Spielmannszügen und Orchestern. Am Donnerstagabend laufen die Kamenzer Schüler und Kinder mit Lampions und Fackeln in umgekehrter Richtung durch die Straßen von Kamenz zum Marktplatz. (Einzug) 
2021 wurde das Kamenzer Forstfest in das Bundesweite Verzeichnis des immateriellen Kulturerbes aufgenommen.

## Festfolge
- Freitag: Beginn des Festbetriebes im Forst und Eröffnungskonzert auf dem Markt
- Sonnabend: Tischtennisturnier, abends Bierprobe im Forst
- Sonntag: Treffen der Schützenvereine mit Festzug und anschließendem Adlerschießen
- Montag: Festzug der Schüler durch die Stadt, nachmittags Spiele im Forst und Adlerschießen der 8. Klassen
- Dienstag: Turnerauszug, Schauturnen
- Mittwoch: Adlerschießen der Lehrer und Gäste, Höhenfeuerwerk
- Donnerstag: Festzug der Schüler, Spiele im Forst, abends Einzug in die Stadt und Abschluss auf dem Markt

Dazu finden diverse Konzerte von Orchestern aus Kamenz und Umgebung und der Partnerstadt Kolin statt.

## Geschichte

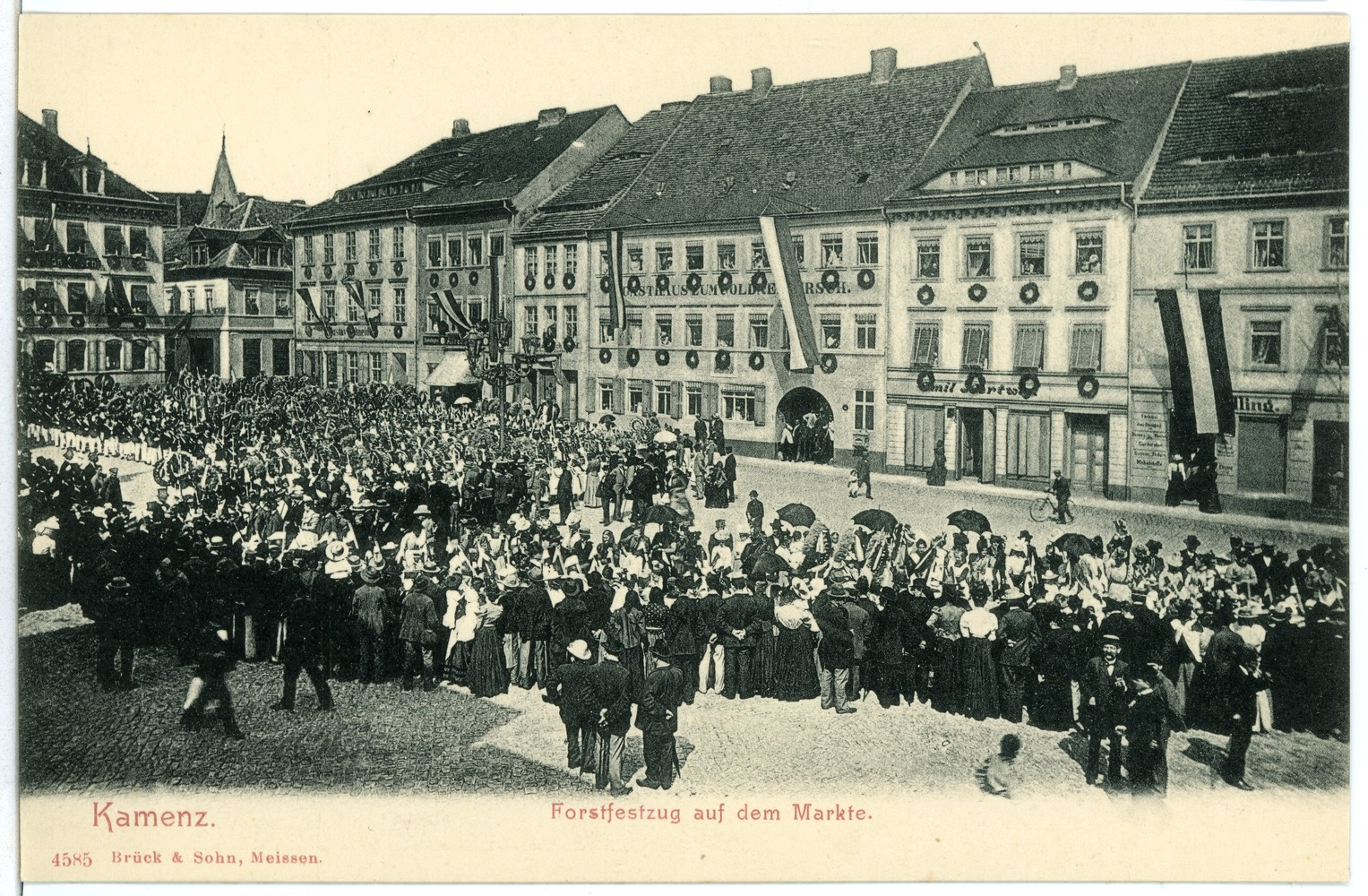
Forstfestzug auf dem Markt (1903)

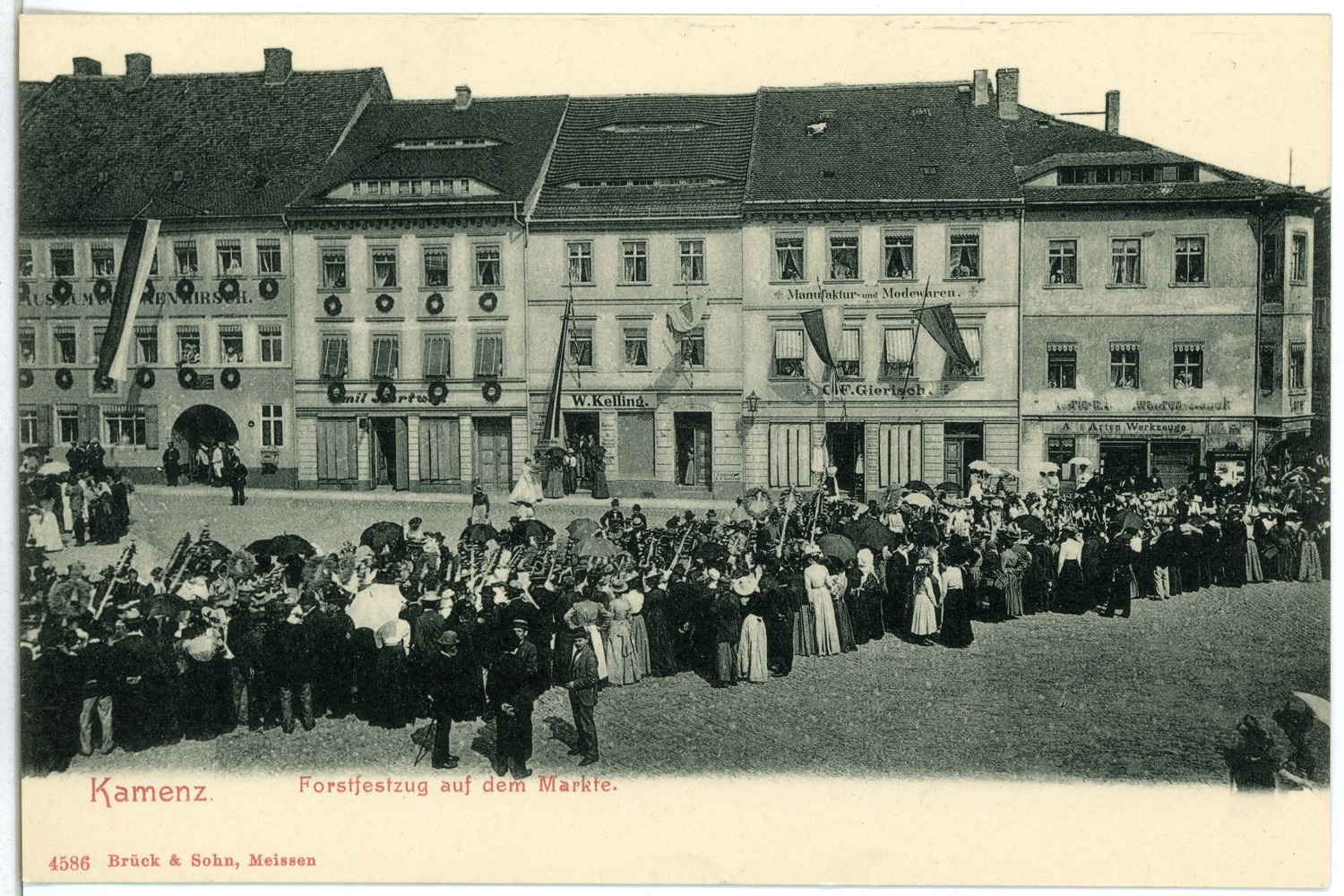
Forstfestzug auf dem Markt (1903)

Die genaue Entstehung des Forstfestes ist unbekannt. Bereits im 14. Jahrhundert fanden jährlich Prozessionszüge von Kamenzer Schülern zu Ehren des Apostels Bartholomäus statt. Andere Hinweise deuten darauf hin, dass das Forstfest aus dem „Rutengehen“ entstanden sein könnte. Die Schüler zogen im Sommer in den Forst, um die für die Erhaltung der Schulzucht nötigen Birkenruten zu schneiden. Es gibt auch eine Sage über die Entstehung, die aber nicht den geschichtlichen Tatsachen entspricht.
1570 siedelte die Rats-Lateinschule in die leer gewordenen Klosterräume über. Von diesem Jahr an bewegt sich der Forstfestzug vom Klosterhof (dem heutigen Schulplatz) aus durch das Klostertor über den Markt, die Bautzner Straße hinunter in Richtung Forst. Diesen Weg nehmen die Festzüge zum Forstfest noch heute.
Der Stadtschreiber Budäus berichtet Mitte des 18. Jahrhunderts, dass das Fest Montag 13 Uhr in der Bartholomäuswoche seinen Anfang nimmt und sechs Tage dauert. Die Schüler ziehen täglich von der Schule in den Forst um sich dort bei Musik und Spielen zu vergnügen. Am letzten Tag wird ein Freudenfeuer angezündet. 1838 wird dem Rat der Stadt Kamenz von der Kreisdirektion zu Budissin mitgeteilt, dass das Forstfest auf zwei Tage zu begrenzen ist. Eine Beschwerde der Stadtverordneten bleibt erfolglos und so werden als Festtage Montag und Donnerstag festgesetzt. Später kommt der Dienstag mit einem Turnerauszug und der Mittwoch mit einem Feuerwerk wieder dazu.
Im Jahr 1845 gab der damalige Schuldirektor Wilhelm Leuner dem Auszug eine neue Gestalt. Die Kinder tragen seitdem Schärpen in verschiedenen Farben. In der Hand halten sie Fähnchen und Blumenschmuck, in Form von Blütenkränzen und -körbchen. Der Festzug wurde im Laufe der Zeit weiter ausgebaut, folgt aber im Wesentlichen immer noch den Regeln Leuners. Eine Besonderheit stellt dabei auch die komplizierte Auf- und Abmarschordnung auf dem Marktplatz dar, die den Festzug in seiner Gesamtheit wie ein wogendes Blütenmeer erscheinen lässt. Seit der Zeit Leuners erlebt auch der Festplatz im Forst einen Aufschwung. Er bestand bis dahin nur aus einem Zelt und entwickelt sich nun zum Rummelplatz.
Auch zu DDR-Zeiten wurde der Forstfestumzug gepflegt. Allerdings wurde Pionierkleidung bzw. FDJ-Hemd getragen, und die Teilnahme an diesem Umzug war für alle Schüler der Stadt – soweit sie nicht verreist waren – verpflichtend. Der nach den Zensurendurchschnitt jeweils Beste trug die Klassenfahne. Bis zu einem bestimmten Zensurendurchschnitt folgten dann an Stangen getragene Kränze und am Schluss gingen die restlichen Schüler, die Jungen mit einer kleinen Fahne und die Mädchen mit Blumengestecken. Später wurden auch so genannte „gesellschaftliche Leistungen“ in einem gewissen Maße zur Festlegung der Reihenfolge innerhalb der Klasse herangezogen. Natürlich wurde in der Kleinstadt immer sehr genau beobachtet, wer als allerletzter gehen musste. Doch die Reihenfolge wurde später zufällig gewählt, nur die Klassenbesten (Klassenfahne oder Ehrenkranz) liefen voraus, danach die Mädchen und zum Schluss die Jungen, doch an welcher Stelle die Mädchen/Jungen innerhalb ihrer Gruppe laufen, wird von ihnen selber festgelegt.

### Sage zur Entstehung
Die Sage berichtet, dass Kamenz einst von Hussiten bedroht wurde. Die Hussiten belagerten die Stadt in der Nähe des Forstes und forderten von den Stadtvätern ein hohes Lösegeld. Da die Kamenzer dieses aber nicht besaßen, schickten sie in ihrer Verzweiflung all ihre Kinder mit weißen, blumengeschmückten Kleidern in das Hussitenlager. Die Kinder baten, die Stadt Kamenz zu verschonen. Gerührt vom Anblick der Kinder in ihren weißen Kleidern verschonten die Hussiten die Stadt und zogen weiter, worauf die Kinder erfolgreich wieder in die Stadt einzogen.
Ähnliche Erzählungen gibt es für viele deutsche Städte. Vergleichbar ist die Geschichte zur Entstehung des Hussitenkirschfestes in Naumburg (Saale).

## Forstfest-Zeitung
Die Kamenzer Forstfest-Zeitung wurde von Oberlehrer und Stadtbibliothekar Friedrich Ferdinand Klix herausgegeben. Einige dieser Ausgaben sind im Stadtarchiv Kamenz archiviert.
- Kamenzer Forstfest-Zeitung 1864
- Kamenzer Forstfest-Zeitung 1865
- Kamenzer Forstfest-Zeitung 1867
- Kamenzer Forstfest-Zeitung 1872